# Tłumik wydechowy

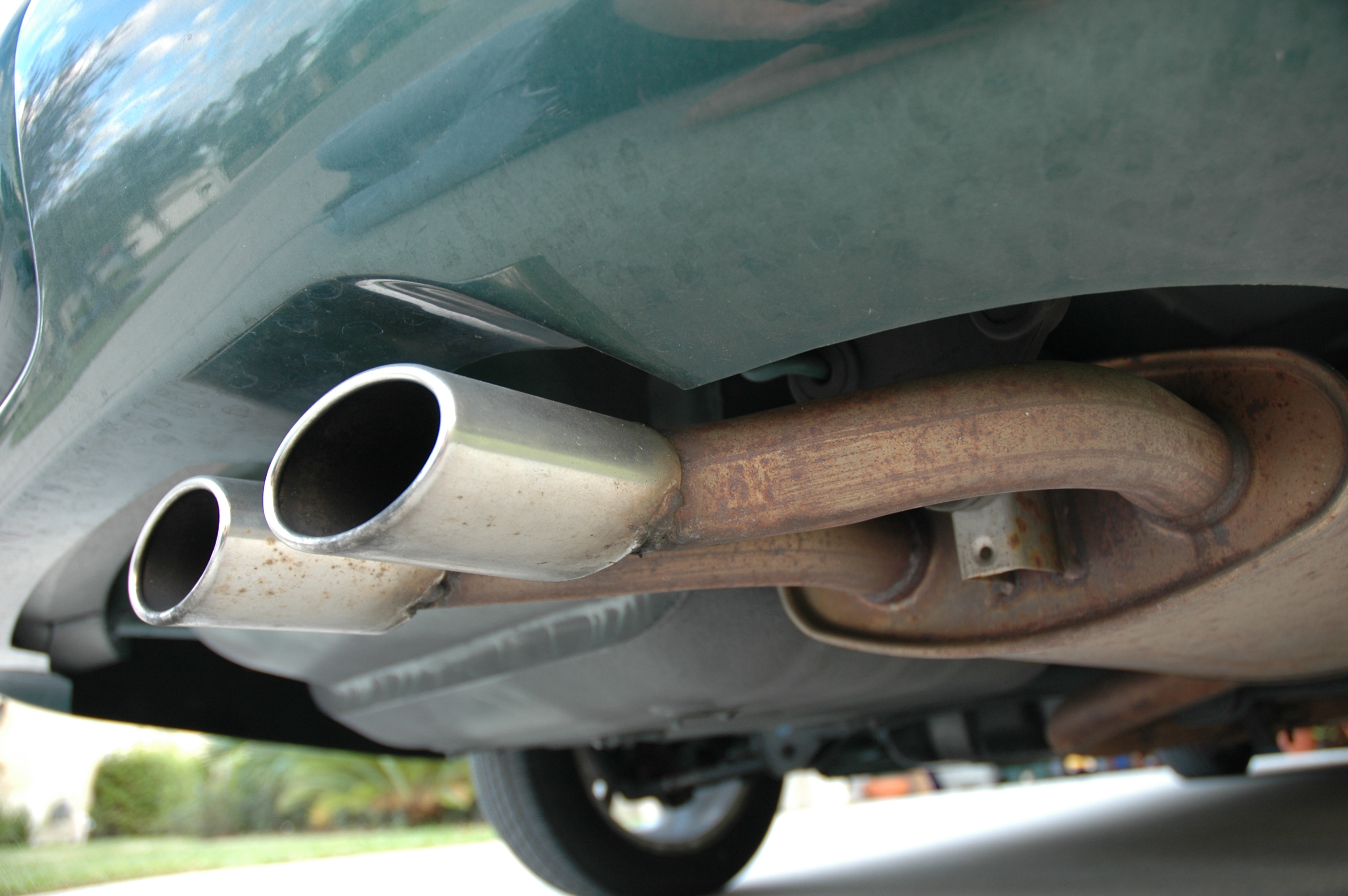
Tłumik samochodowy

Tłumik wydechowy – jedna z części układu wydechowego, niezbędna do prawidłowego przetwarzania spalin wydobywających się z silnika spalinowego, a także do prawidłowego redukowania hałasu.
Liczbę tłumików w układzie wylotowym dobiera się ze względu na właściwości tłumienia hałasu przez różne tłumiki. Zwykle stosuje się dwa lub trzy tłumiki wylotowe.
W układzie wydechowym mogą na ogół występować następujące elementy:
1. Kolektor wylotowy z rurą wylotową
2. Tłumik przedni
3. Katalizator
4. Tłumik środkowy
5. Tłumik końcowy
6. Rura wydechowa końcowa